# Viñales
Ne doit pas être confondu avec Maverick Viñales.
Viñales est une ville et une municipalité de Cuba dans la province de Pinar del Río. Elle est située dans la vallée de Viñales, inscrite au Patrimoine mondial depuis 1999.

## Géographie

### Situation, présentation
Viñales est au centre de la portion occidentale de la province de Pinar del Río, cette dernière étant la province la plus occidentale de l'île de Cuba. 
La municipalité s'étend jusqu'à la côte nord de Cuba, pour une surface de 693,1 km2. La ville est à 180 km au sud-ouest de La Havane et 29 km au nord de sa capitale de province Pinar del Río.
Elle est située dans la sierra de los Órganos, cette dernière formant la partie ouest de la cordillère de Guaniguanico,. C'est l'une des cinq régions orographiques naturelles du pays.
Sur sa côte au nord se trouvent plusieurs îles de l'archipel des Colorados.

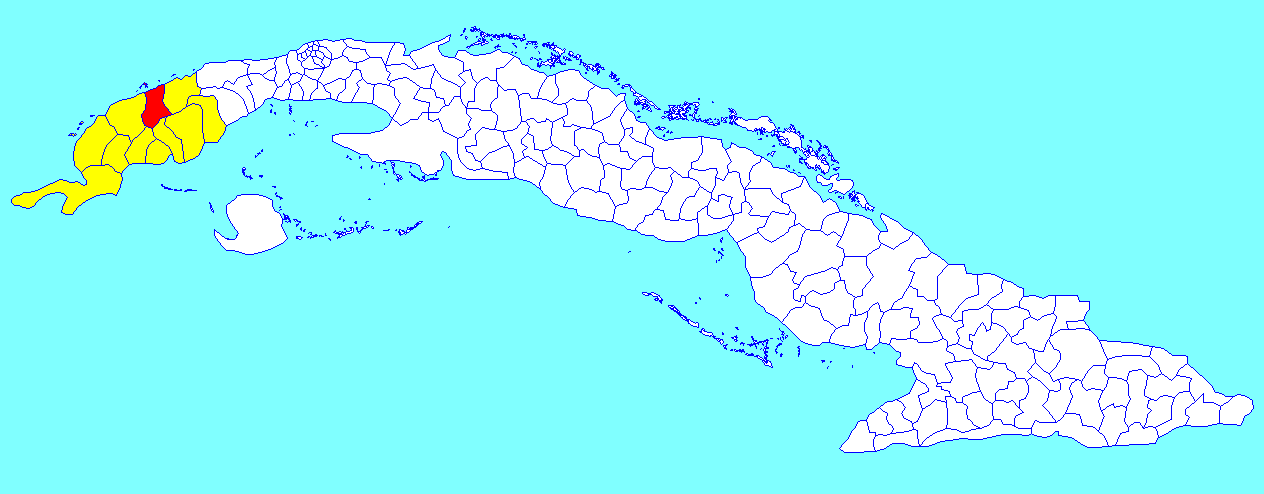
Municipalité de Viñales dans la province de Pinar del Río

### Divisions administratives
La municipalité compte sept consejos populares :
- Viñales
- Puerto Esperanza
- El Moncada
- San Vicente
- República de Chile
- Playuela
- Los Jazmines

### Géologie remarquable
Viñales se distingue dans le panorama géologique de Cuba par ses élévations karstiques très rares et en forme de coupoles : les fameux mogotes, que l'on ne retrouve qu'en Asie du sud-est, notamment en Chine et au Vietnam, en Indonésie et aussi à Puerto. Ces « montagnes sans racines » sont l'une des formations géologiques les plus anciennes du pays : elles datent du Jurassique, (−201,3 à −145 millions d'années, une division du Mésozoïque). Elles forment un paysage singulier et souvent référencé dans la géographie cubaine. De ce fait, Viñales est parfois citée comme la capitale du karst tropical.
Qui plus est, ces formations géologiques sont associées à l'un des plus grands systèmes de grottes d'Amérique latine, ce qui confirme l'exclusivité de la région de Viñales. On y trouve entre autres les grottes de Santo Tomás, dont le réseau s'étend sur 44,6 km de longueur en 7 niveaux superposés dont le plus bas est encore en activité. Parmi les autres grottes de la région se trouvent Palmarito-Novillo-Pan de Azúcar (29 km), Majaguas-Cantera (29 km) et Cueva Fuentes (19 km). 14 niveaux de cavités ont été identifiés, avec des altitudes allant de 40 m à 350 m.

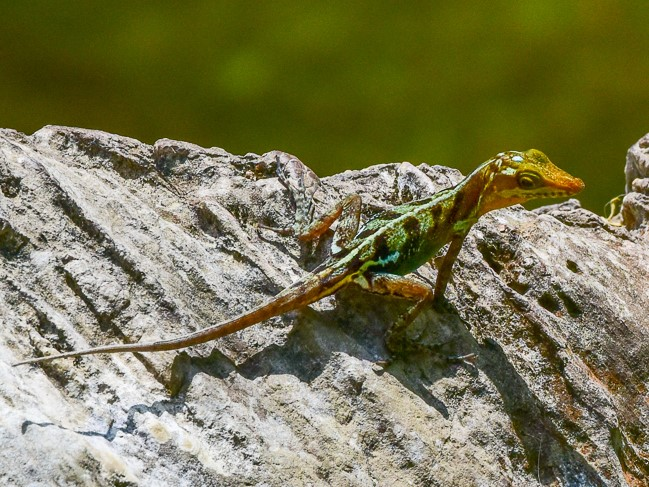
Anolis vermiculatus

Autre curiosité géologique : le « Stonehenge de Viñales » dans la vallée de Dos Hermanas. Le calcaire est dissout par l'eau de pluie ; il en résulte des mini-promontoires avec des cupules en surface.

### Faune remarquable
L'anole de Viñales (Anolis vermiculatus), espèce de petit lézard, est endémique à la région. C'est l'une des deux espèces d'Anoles dépourvue de fanon à la gorge (l'autre espèce étant l'Anolis bartschi, également endémique de la même région).

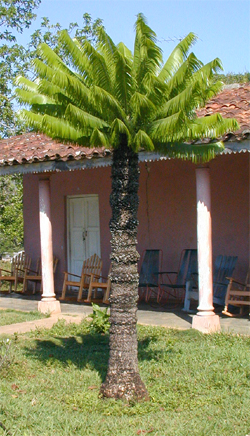
Palmier liège dans un jardin, Viñales

### Flore remarquable
Les alentours de Viñales abritent les dernières populations de palmier liège (Microcycas calocoma), endémique à Cuba mais en grand danger d'extinction : il en reste seulement environ 600 à 1 000 spécimens à l'état naturel (quelques jardins botaniques dans le monde en élèvent des individus, comme le jardin botanique tropical Fairchild de Miami, Floride ; le jardin botanique Marie Selby (en) à Sarasota, aussi en Floride ; la Lyman Plant House du Smith College à Northampton, Massachusetts ;…).
Deux autres arbres de la région menacés d'extinction sont le ceibon (Bombax emarginatum, synonyme de Pachira emarginata) et le chêne caïman (Ekmanianthe (en) actinophylla, en espagnol roble caimán),,.
Une forêt de chênes et pins dans la vallée abrite plus de 1 000 espèces de plantes. Les environs incluent aussi 29 espèces d'orchidées. Au sommet de certains mogotes se trouvent des écosystèmes uniques incluant des mollusques et des plantes inconnues ailleurs.

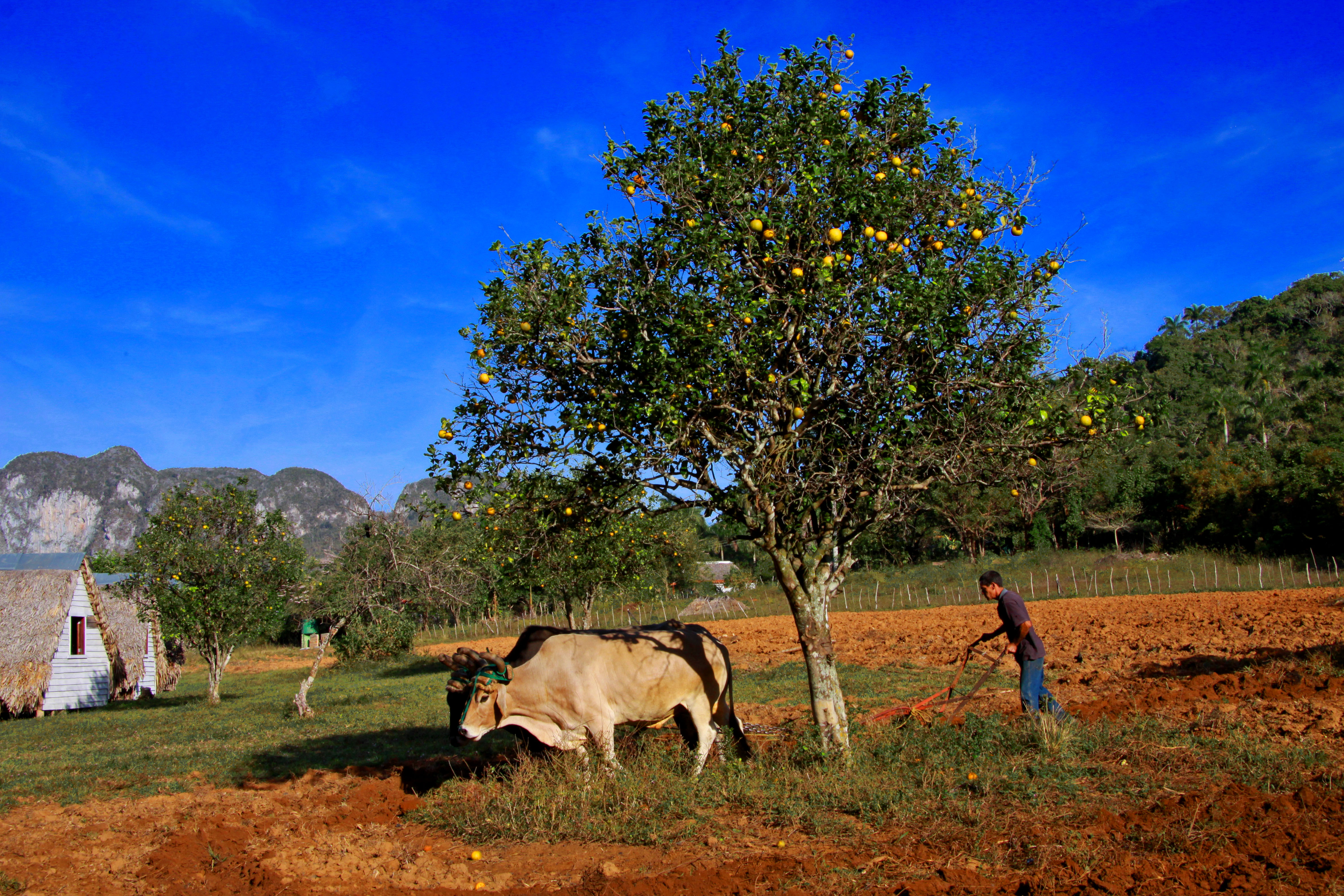
Bœufs au labour

### Agriculture remarquable
Viñales est une région agricole, où sont récoltés fruits, légumes, café et tabac. L'agriculture se fait essentiellement selon des méthodes traditionnelles. La pêche a également une place importante dans l'économie de la région.[réf. nécessaire]
La vallée de Viñales produit 70% du tabac de première qualité utilisé par les compagnies de cigares gérées par l'État. Cette productivité est due à la réunion de plusieurs facteurs : des températures tropicales clémentes, des pluies abondantes, de riches sols (sols de limon sableux et sous-sols argileux rougeâtres) et le maintien des techniques ancestrales : les labours et autres travaux des champs se font avec la traction animale qui n'abîme pas les plants, et les feuilles de tabac sont coupées à la main. Viñales est reconnue comme la capitale cubaine du tabac.

## Population
En 2022 la population de la municipalité est estimée à 28 740 habitants. Pour une surface de 693,1 km2, la densité est de 41,47 habitants/km².

## Histoire

### Premiers habitants
Les premiers à habiter la région de Viñales sont des nomades pêcheurs-cueilleurs-chasseurs, dont témoignent 56 sites archéologiques connus qui ont livré de l'outillage lithique (percuteurs, gouges, broyeurs, pierres à meuler, etc.) avec lesquels ils travaillent bois, os et pierres. Ils laissent également des peintures rupestres peintes en rouge, noir et blanc, et des pétroglyphes, représentant des figures abstraites avec de nombreux cercles et motifs réticulés. Parmi ces lieux : la grotte des Pétroglyphes (caverna de los Petroglifos) où l'on peut voir des rayures, des cercles avec des réticules réalisés sur des parois préalablement enfumées ; et la grotte de Mesa (cueva de Mesa) avec une fresque longue de 10,73 m montrant 22 pétroglyphes géométriques exécutés en rayant la surface argileuse-carbonatée adhérant au mur. La région a ainsi été peuplée pendant des centaines d'années par des populations autochtones comme les taïna avant l'arrivée des Européens. Ces populations ont introduit l'usage du tabac, venant d'Amérique du sud, dans leurs activités sociales et religieuses.

### XVIesiècle, vignes etcorral
Il semble qu'à la fin du XVIe siècle s'est développé une intense culture de la vigne, qui serait à l'origine du nom de Viñales. Sous ce nom, un corral a été accordé à Madame Ana Martinez Ramos par ordre royal du gouvernement de La Havane le 12 octobre 1607. L'un de ses descendants, Andrés Hernández Ramos, a donné des terrains pour la construction de la ville en 1875.

### Premiers migrants
Les premiers migrants, venant des Îles Canaries, ont établi des plantations de tabac au début du XVIIIe siècle dans la région de Vuelta Abajo.[réf. nécessaire] Vers le milieu des années 1700 le tabac était la seconde plus grosse exportation après le sucre — avec un monopole espagnol qui a perduré jusqu'en 1817. Après quoi, les Britanniques, Allemands, Français et Américains commencèrent à investir dans la production de tabac cubain ; en 1859 Cuba avait plus de 10 000 plantations de tabac et 1 300 fabriques de cigares. En 1871 Andrés Hernández Ramos construit une exploitation agricole. La création du territoire municipal de Viñales est approuvée le 28 octobre 1878 et la ville est fondée officiellement le 1er janvier 1879. Le premier maire est Jaime Palacios Blanco. La première école mixte est établie en 1879, avec la création des Commissions d'Instruction et de Santé. L'approvisionnement en eau potable est assuré par un puits public maintenu sous le contrôle de la mairie et en 1883 le télégraphe est installé. La construction de l'église commence le 20 février 1880 ; elle est achevée en 1883 et dédiée au Sacré-Cœur de Jésus ; son premier curé sérieux est Francisco Revuelta. En 1882, Viñales compte environ 10 132 habitants. Sont également construits un hôpital et un parc.

### Le train
Il s'agit de relier Viñales au port de La Esperanza, en activité depuis le 11 mars 1881 — car les transports maritimes (marchandises et passagers) sont plus faciles que le transport par Pinar del Rio. Plusieurs propriétaires fonciers de la région décident de former une société ayant pour but de construire une ligne ferroviaire (à voie étroite). La concession dite du "Chemin de fer du Nord de Viñales" est accordée à Don José Gabriel Carranza le 9 mars 1882. En 1882 commence le chantier pour une ligne de 24 km.
La première section, de Puerto La Esperanza a Dolores, est achevée en 1887. En 1888, les efforts se concentrent sur le prolongement de la ligne jusqu'à Viñales et cette partie de la ligne est inaugurée fin avril 1889. Deux locomotives sont utilisées, de fabrication anglaise et allemande. Un voyage aller-retour quotidien est effectué, coordonné avec la ligne de vapeur de la côte nord passant par / composée de Triton, Guaniguanico et Guadiana.
Ce chemin de fer à voie étroite est mis hors service dans la nuit du 30 septembre au 1er octobre 1895 par un ouragan qui détruit 14 ponts et une grande partie de la voie ferrée. Le moment est mal venu : 1895 est le début de la guerre d'indépendance cubaine, la réparation de la voie est très coûteuse et les ressources nécessaires manquent pour prendre en charge la réparation.

### L'après-guerre

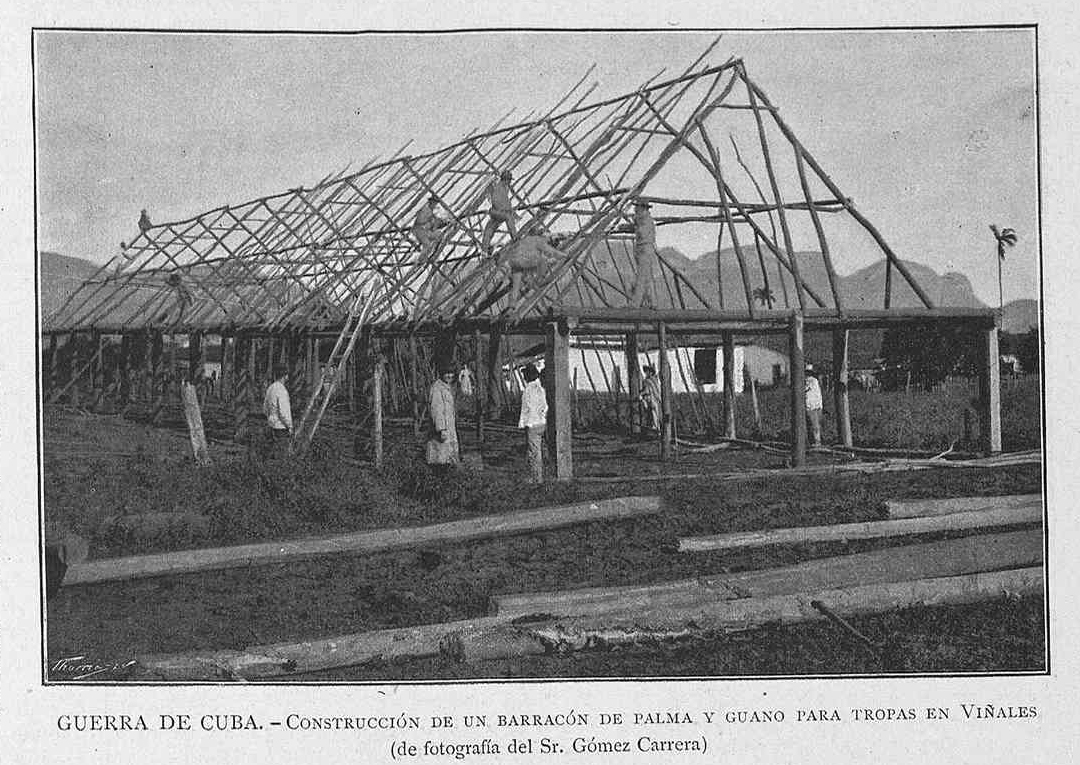
Construction à Viñales d'un baraquement pour les troupes, 1897

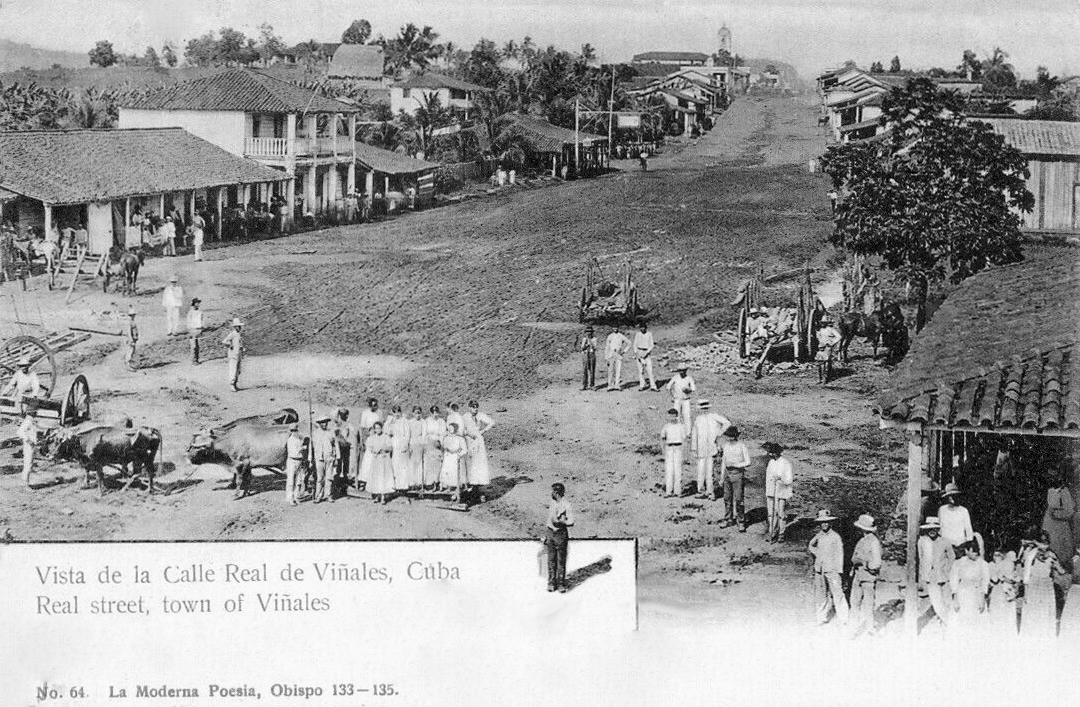
La rue principale vers 1902

À la fin de la guerre de 1895, Viñales est considérée comme l'une des municipalités les plus riches de Pinar del Rio. Son niveau économique baisse cependant lorsque commence la reprise des territoires restants, alors que Gerardo Hernández est nommé maire à titre provisoire.
Le 19 mai 1901 la colonie espagnole de Viñales est officiellement constituée, regroupant les Espagnols résidant à Viñales, avec à leur tête le docteur en médecine et chirurgie Antonio Castiñeira y Leal. Le Centre des Vétérans est également créé, une initiative menée par Arturo Linares et Adela Azcuy qui initient la construction dans le cimetière de Viñales du Panthéon des Vétérans pour enterrer les morts des combats qui ont eu lieu près de la localité et les survivants de la geste indépendantiste. Gerardo Chirino est élu maire en 1900, suivi de Juan Collado en 1901, de Adolfo Fernández de 1902 à 1908, puis Justo Coro Piloto de 1908 à 1912. Piloto est tué dans une rixe partisane et est remplacé par Jésus Carús.
1902 voit le début d'un "service d'eau" à partir d'un petit ruisseau appartenant au commerçant Gerardo Mier. Ce service dessert seulement 20 ou 30 maisons. À Puerto Esperanza, l'eau est fournie par un réservoir construit en 1875 par Juan Ferrer Nicolau et dont les conditions d'hygiène ne sont pas des meilleures.
Entre 1904 et 1907, de mauvaises récoltes de tabac, conjuguées aux bas prix sur le marché international, engendrent une situation très difficile ; une certaine amélioration pendant la première guerre mondiale est suivie d'une retombée avec la crise économique de 1920-1921.
En 1910, la route reliant San Cayetano à Viñales et Pinar del Rio est achevée. Le service télégraphique ordinaire est mis en place en 1919. Le service électrique débute en 1914 avec une centrale hydroélectrique à San Vicente sur la rivière du même nom ; cette usine dessert Viñales, Puerto Esperanza, San Cayetano et La Palma.
Pour ce qui concerne l'éducation, les écoles sont rares et les enseignants manquent. En 1899 la population compte 15 510 jeunes d'âge scolaire mais seulement 344 scolarisés ; en 1907 ils sont seulement 943 scolarisés sur 10 156 jeunes d'âge scolaire ; et 1 099 en 1919. En 1911, le secrétaire du Conseil de l'éducation est Adela Azcuy Labrador (en) et les 17 écoles du territoire portent le nom de patriotes cubains.
Côté culture, un personnage se remarque particulièrement : Benito Hernández Cabrera (3 avril 1912-7 janvier 1987), plus connu comme Benito le viñalero et considéré comme le plus grand représentant de la décima (en) paysanne à Viñales. Dans les arts plastiques la figure la plus remarquable de l'époque est le peintre Ibrahím Delgado Cruz qui étudie à l'école d'arts plastiques (Escuela Taller de Artes Plásticas y Aplicadas) de Pinar del Rio ; devenu professeur en dessins et peinture, il développe son inspiration comme paysagiste. D'autres se sont également inspirés de la beauté des paysages de Viñales. Domingo Ramos Enrique (né à Güines, mort le 23 décembre 1956), est le premier à faire connaître les beautés naturelles de la vallée avec une grande peinture présentée à l'exposition "Un siècle de progrès" tenue aux États-Unis. Le maître et spéléologue Pedro Garcia Valdéz (2 octobre 1880, Artemisa - 4 décembre 1953, Pinar del Río) dont les écrits sur les charmes de la vallée de Viñales sont transmis par les principales stations de radio des États-Unis.
En 1928 le Balneario Rancho San Vicente est construit et, tout près de là à la Cueva del Indio (es), Juan Diaz Machín construit une bodeguita et une auberge qui acquiert une bonne réputation parmi les voyageurs.

### 1928-1932
La culture du tabac à Viñales, comme celle de toute la zone de Vuelta Abajo, est très cotée sur le marché de New York. Entre 1928 et 1934 de nouvelles exploitations sont créées dans les zones du Llano de Manacas, Merceditas et San Cayetano. Elles emploient un grand nombre de travailleurs dans des emplois intermittent pour de bas salaires. Le plus grand producteur de tabac est Liboria Pérez Palacio, d'origine espagnole, représenté par le docteur en droit Salvador Díaz Valdés qui administre tous ses biens ; il loue de grandes surfaces de terres à deux tabatiers connus, Cantico Busto et Rafael Úbeda. Dans les trois premières décennies du XXe siècle, Viñales a pour principales productions le tabac (1 128 hectares), la pêche, l'élevage et les petits fruits, avec 47 fermes et 16 652 têtes de bétail. La ville compte 36 magasins mixtes, répartis dans les différents quartiers de la municipalité, 6 auberges, 3 boulangeries, 3 pharmacies et 1 usine de tuiles et de briques. Pendant cette période, 24 concessions sont accordées pour l'exploitation de gisements de cuivre, fer et manganèse.

### 1934-1951
Tant à Viñales qu'à Puerto Esperanza et San Cayetano, le service funèbre était très mauvais : il fallait déplacer le cercueil sur les épaules par des chemins impraticables jusqu'au cimetière qui était un champ couvert d'herbe où paissaient les animaux. 

En 1934, José Diego Martinez, maire de 1934 à 1936, est remplacé par Álvaro Martinez qui fait réaliser des travaux d'intérêt public comme la route du cimetière, la route de San Vicente à la Palma et le pavage des rues du village.
L'activité touristique commence, avec la construction d'un hôtel en bois et une station thermale d'eaux médicinales. Gustavo Porta, propriétaire de San Vicente, décide en 1947 d'ajouter 19 nouvelles chambres, une piscine et un restaurant.
Le 24 décembre 1944, Pedro Blanco Torres, propriétaire de la ferme Nuestra Señora del Rosario et représentant de la Chambre, expulse de leurs terres (au plus froid de l'année) 13 familles paysannes, qui sont accueillies dans d'autres fermes plus pauvres jusqu'à ce qu'elles puissent se construire des huttes. L'histoire retrouve ces familles en 1960 (voir plus bas).
L'élevage a alors le rôle principal dans l'économie locale : sur les 1 500 exploitations existant sur le territoire, 1 413 d'entre elles possèdent au total 2 371 têtes de bétail.
En 1946, Juan Miguel Vara devient maire. Il résout certaines des difficultés existantes et, parmi les travaux réalisés, se trouve la construction du puits pour l'eau du village, la réparation des rues (principalement celle de l'Aguadita) et la réparation de la route au cimetière devenue impraticable. Il y a trois médecins à Viñales ; tous trois donnent des consultations gratuites pour les pauvres? Ce sont Acelio José Sixto Ramos, Diego César Rodriguez (qui postule pour le Parti libéral, Antonio Eligio Paula Molina qui est le premier médecin noir dans la commune.
À Viñales il y a à cette époque deux partis principaux : l'Authentique, fondé par les frères Antonio, Armando et Arturo Linares Suárez, avec un nombre d'adhérents assez important ; mais la corruption administrative se généralisant, la plupart l'abandonnent en passant dans les rangs de l'autre parti. Cet autre parti est le parti orthodoxe d'Eduardo Chibás (en), organisé localement par la jeune Maria Pérez avec le soutien de son frère et de Salvador Massip. En 1947, Eduardo Chibás (en) se rend à Viñales et rencontre les délégués du parti qu'il dirige pour discuter de son programme politique. Impressionné par la beauté du paysage, il dit : “El día que sea presidente voy hacer de Cuba un Valle de Viñales” ("Le jour où je serai président, je ferai de Cuba une vallée de Viñales").

### 1952-1958, l'époque de Batista
Après le coup d'État de Fulgencio Batista en 1952 (10 mars), la situation socio-économique s'aggrave. Le chômage monte ; à Viñales c'est le pire fléau. De nombreuses personnes doivent émigrer vers d'autres municipalités pour travailler dans les champs de canne à sucre.

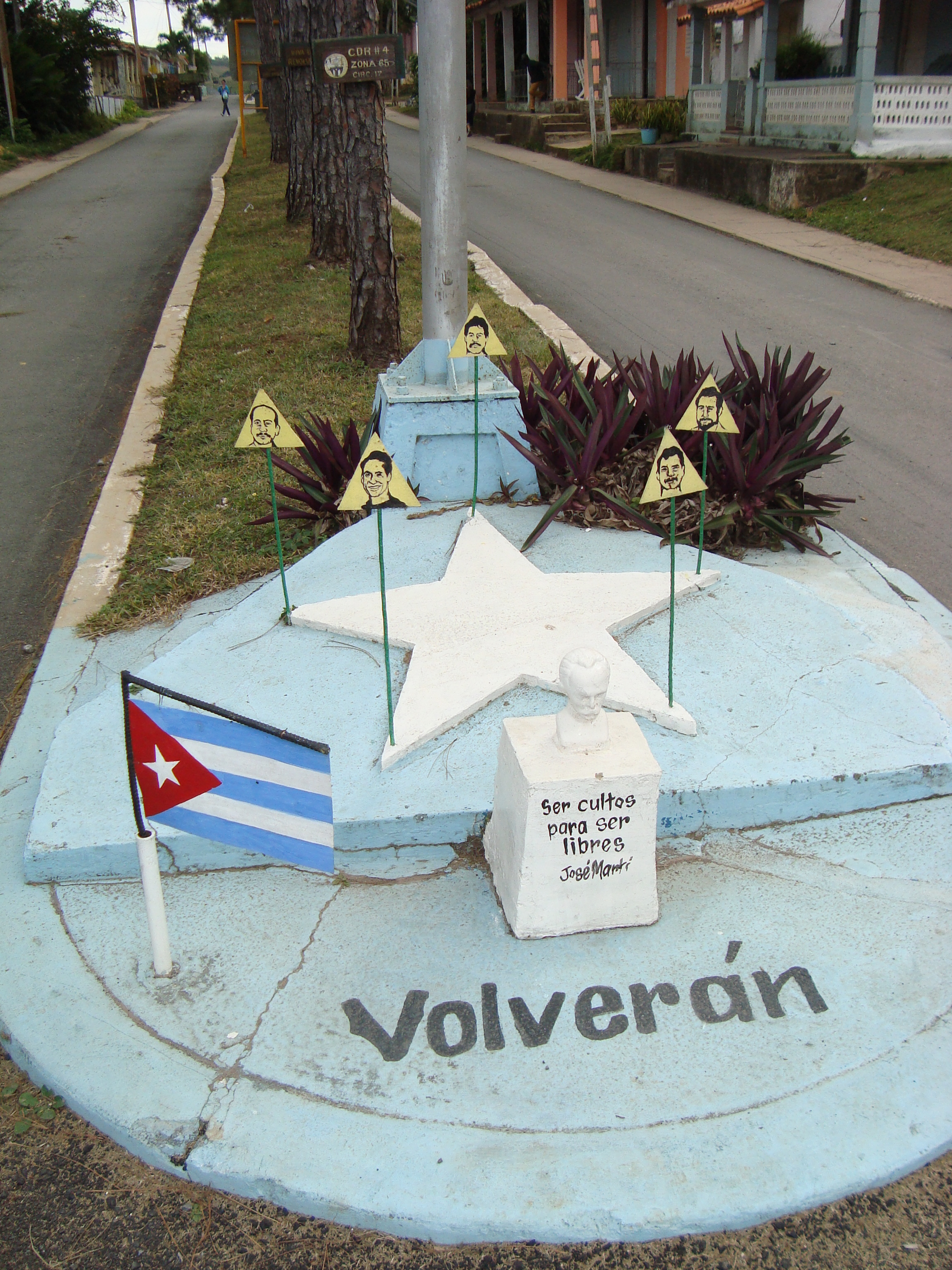
Viñales. Monument aux cinq héros emprisonnés en Floride depuis 1998 : Ramon Labanino, Fernando Gonzalez, Antonio Guerrero, Geraldo Hernandez et René Gonzales (libérés de 2011 à 2014).

En 1954 Antonio Núñez Jiménez organise la première exploration des grottes de Santo Tomás dans la cordillère de Guaniguanico et y découvre des vestiges fossilisés d'un plésiosaure, grand reptile prédateur marin (150 millions d'années).
En 1956 est fondé le comité Todo por Viñales (Tout pour Viñales), un mouvement civique visant à contribuer au développement social du village. Parmi les principaux travaux réalisés sont la construction des trottoirs du village et du parc en face de la Maison de Don Tomés, le belvédère du silence sur les hauteurs du cimetière, et la création du Día del Viñalero Ausente (journée du Viñalero absent).

### 1959, la révolution
Le ministère de la récupération des biens détournés (Ministerio de Recuperación de Bienes Malversados) est créé le 14 janvier 1959. Le premier acte de confiscation dans la province est contre la Compagnie Ganadera S.A., propriété d'Alberto Vadia à Puerto Esperanza, qui possède alors 350 caballerias (es) de terre et 500 têtes de bovins, chevaux et autres animaux. La Première Loi de Réforme Agraire (dont doivent bénéficier 814 paysans de Viñales) commence à être appliquée le 27 mai 1959, avec la remise des titres de propriété foncière à 80 paysans des Jazmines et de la vallée. C'est l'occasion du premier affrontement entre les représentants du peuple et les gardes de la compagnie qui leur opposent une résistance armée.
À la fin d'août 1959, Fidel Castro vient à Viñales et y rencontre des paysans. Avec le capitaine de l'Armée rebelle Antonio Núñez Jiménez et Celia Sánchez Manduley, il visite les grottes de Santo Tomás, Los Jazmines, San Vicente, Valle Ancón, El Rosario et Puerto Esperanza. Il incite à la construction de plusieurs installations touristiques (hôtel Los Jazmines, motel La Ermita et le Mural de la Préhistoire) et vérifie la marche des travaux qu'il avait indiqués pour les communautés paysannes El Moncada, Valle Ancón et El Rosario. 

Il revient le 23 janvier 1960 et, en sa présence, des titres de propriété foncière sont remis aux paysans du Rosario qui avaient été brutalement expulsés de leurs terres au début des années 1940.

## Économie
L'économie de la commune repose principalement sur les ressources naturelles présentes en abondance dans la région. Elle se structure autour de deux axes : l'agriculture et le tourisme.
La commune met également en avant le développement de l'économie locale avec des initiatives nées de la collaboration entre la commune et le Centre d'Étude sur la Gestion, le Développement Local et le Tourisme (GEDELTUR) de l'Université de Pinar del Río Hermanos Saíz Montes de Oca.
Le tourisme a une place très importante dans l'économie car les ressources naturelles permettent le développement d'activités touristiques sans avoir à recourir à des installations avec de fortes répercussions sur l'environnement. C'est pourquoi la commune de Viñales a mis l'accent sur le développement du tourisme vert : la ville propose majoritairement des activités en plein air centrées sur la nature.
La zone a été sélectionnée depuis février 1976 pour faire partie des territoires naturels protégés par la constitution. Elle a été déclarée monument national en octobre 1978.

## Société

### Los acuáticos
Dans les années 1930 une famille de guérisseurs traditionnels, les Izquierdo, vit au hameau de los Cayos de San Felipe. Le 8 janvier 1936, Antoñica Izquierdo a une vision de la Vierge Marie qui lui révèle que son fils de 2 ans, fiévreux, peut être guéri en le baignant dans le ruisseau voisin. Ce qu'elle fait, et l'enfant guérit. Une autre apparition de la Vierge l'informe qu'elle est désignée pour guérir les malheureux, qu'elle ne doit pas les faire payer d'une façon ou d'une autre ; elle ne doit pas utiliser de médicaments, ni avoir de vices, ni faire de la politique ; et elle doit refuser l'éducation de l’époque parce que le système n'enseigne qu'à exploiter les autres hommes. L'histoire se répand, les clients-pèlerins abondent dont beaucoup passent là plusieurs jours en attendant le miracle. Antoñica, dont la réputation a fort grandi, ne se tient cependant pas tout à fait aux termes de son apparition et touche à la politique : elle professe que la terre doit être remise aux paysans parce que ce sont eux qui la travaillent ; et elle incite aussi à la résistance passive aux exactions commises du gouvernement en place à l'époque, entre autres en collectant de nombreux bulletins électoraux pour éviter qu’ils ne soient remis à des politiciens. Outre ces "menaces passives" envers les pouvoirs établis, la famille spécule en vendant de la nourriture et autres objets et les médecins perdent une bonne partie de leur clientèle. Ces derniers se plaignent aux autorités. Antoñica Izquierdo est arrêtée une première fois et internée à l'hôpital de Mazorra (en) dès mai 1936. Puis elle est contrainte de se rendre dans la région d'Isabel Maria où elle continue à prêcher jusqu’en 1938. Elle est de nouveau arrêtée pour faux témoignage, incitation à la rébellion, trouble à l'ordre public et manquement à ses devoirs à l'égard de la liste électorale. Le 18 décembre 1938 elle est de nouveau internée à Mazorra, où les médecins certifient qu'elle souffre de paranoïa. Elle y meurt le 1er mars 1945,.
La rébellion qu'elle prêchait ne meurt cependant pas avec elle mais perdure parmi les paysans ; ses fidèles sont appelés los acuáticos. 

Le 24 décembre 1944, Pedro Blanco Torres, propriétaire de la ferme Nuestra Señora del Rosario et représentant de la Chambre, expulse de leurs terres (au plus froid de l'année) 13 familles paysannes acuáticos, profitant de ce que ces Guajiros sont analphabètes pour leur faire signer l'ordre d'expulsion en leur faisant croire qu'ils signent des actes qui leur donnent la propriété des terres qu'ils travaillent. Ces familles sont recueillies par Juan Rivera, propriétaire des terres de Cuajaní dans la zone connue sous le nom de La Penitencia dans la sierra del Infierno de Viñales : ils obtiennent de pouvoir s'installer sur ses terres à condition de livrer le quart des récoltes.
L'histoire retrouve ces familles en 1960 (voir dans la section « Histoire » > « 1959, la révolution »).
La révolution survient en 1959. Si los acuáticos sont tout à fait dans la nouvelle ligne de pensée concernant la redistribution des terres, ils sont en contradiction avec elle par leur refus de la médecine. Les autorités sanitaires, accompagnées de policiers, interviennent à plusieurs reprises pour faire subir de force aux malades un traitement médical. Côté enseignement, les enseignants ne sont pas toujours à la hauteur et certains ont laissé un souvenir amer encore présent dans la mémoire des plus anciens de la région. Les acuáticos montrent cependant un certain intérêt pour l'éducation et le gouvernement municipal nomme un enseignant ambulant avec des consignes précises de respecter les coutumes et habitudes existantes dans les familles où il doit travailler. La réforme agraire, qui a également bénéficié aux acuáticos, incite ces derniers à s'intégrer à leur manière : ils créent une coopérative de crédit et de services à Viñales, se consacrent à la culture du tabac et du malanga (Xanthosoma sagittifolium) et respectent les accords annuels établis pour les plans de livraison à l'État.
Autre particularité : les acuáticos ne possèdent pas de papiers d'identité de citoyenneté cubaine. Ils se soignent toujours avec leur eau, mais le ministère de la Santé a mis en place un plan de surveillance concernant les femmes enceintes : dès que la naissance se déclenche elles sont transportées, police à l'appui s'il le faut, à la maternité.
De nos jours
Une communauté d'acuáticos est installée dans la municipalité de San Cristóbal, province d'Artemisa ; en 2023 elle est composée de 70 familles réunissant environ 200 personnes.
La communauté de Viñales a, pendant une période, abrité jusqu'à 27 familles. En 2002, environ 42 personnes (23 femmes et 19 hommes) y vivent. Ils continuent de cultiver le tabac, la malanga et autres cultures de subsistance, auxquels s'ajoutent les avantages qu’ils tirent des visites de touristes désireux de connaître leurs coutumes. En 2008 il y cinq familles. Mais cette année-là les cyclones Gustav et Ike détruisent l'essentiel de leurs constructions et plantations, et trois familles quittent les lieux. 

La zone où ils vivent, comme plusieurs autres endroits de la région hors des villes, n'a pas de réseau de distribution d'électricité ; quelques panneaux solaires y ont fait leur apparition ces derniers temps. Toutes les maisons sont équipées d'eau courante grâce à un réseau de tuyaux, construit par leurs soins, qui amène l'eau d'une source située plus haut sur la montagne. On y trouve aussi un restaurant.
Malgré son nom de sierra del Infierno, l'endroit où ils vivent est l'un des plus beaux belvédères naturels de la vallée de Viñales.

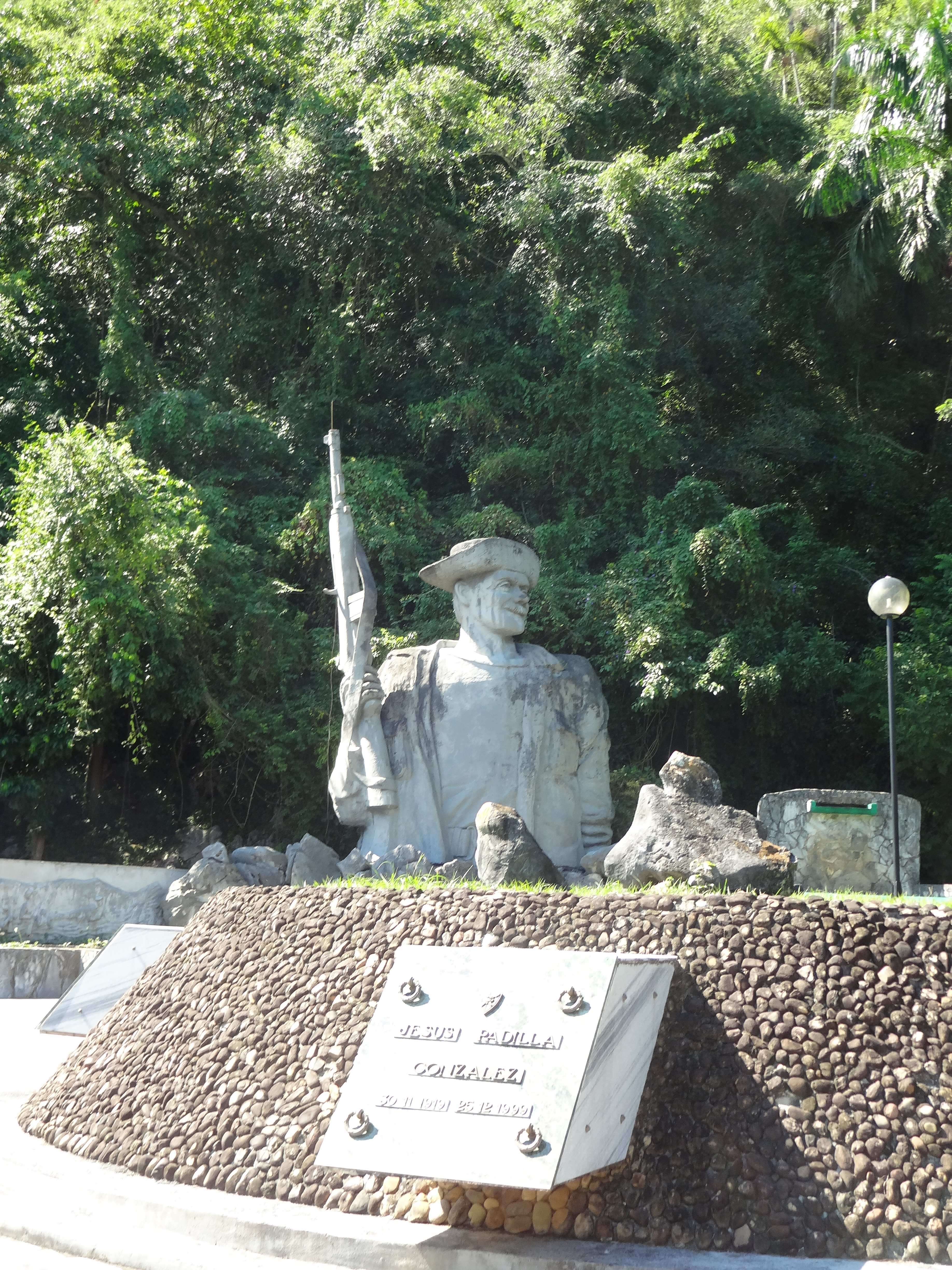
Mémorial los Malagones (1959), El Moncada

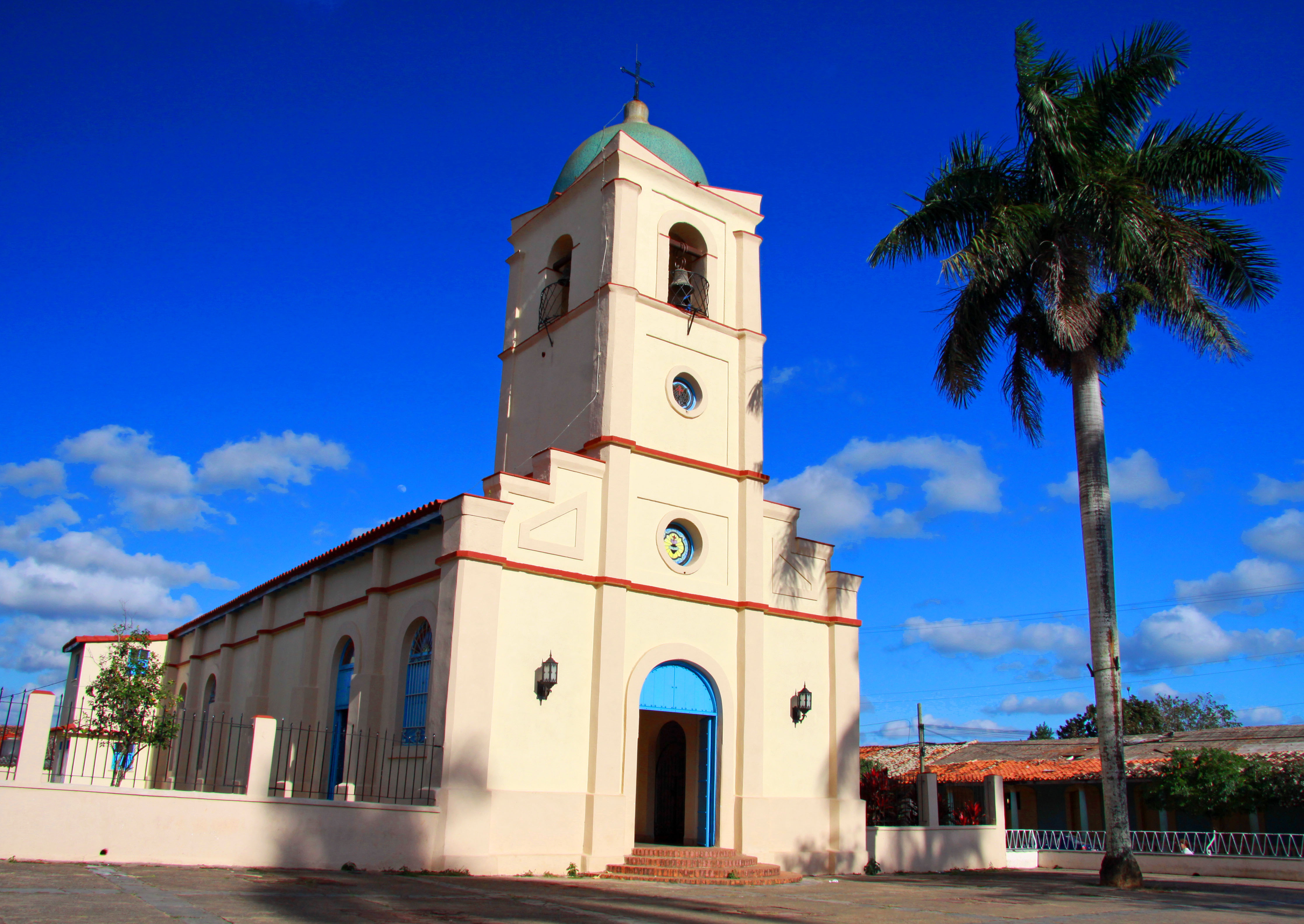
L'église

## Lieux notables
- Musée municipal de Viñales (en)
- Casa de la Cultura (un des plus anciens bâtiments de la vallée, sur la place principale)
- Centre culturel Polo Montañez
- Jardin botanique de las Hermanas Catidad y Carmen Miranda (derrière la marché de la ville)
- Monument Los Malagones (12 hommes menés par Leandro Rodríguez Malagón, constituant la première milice rurale de Cuba qui a vaincu un groupe contre-révolutionnaire en 1959)

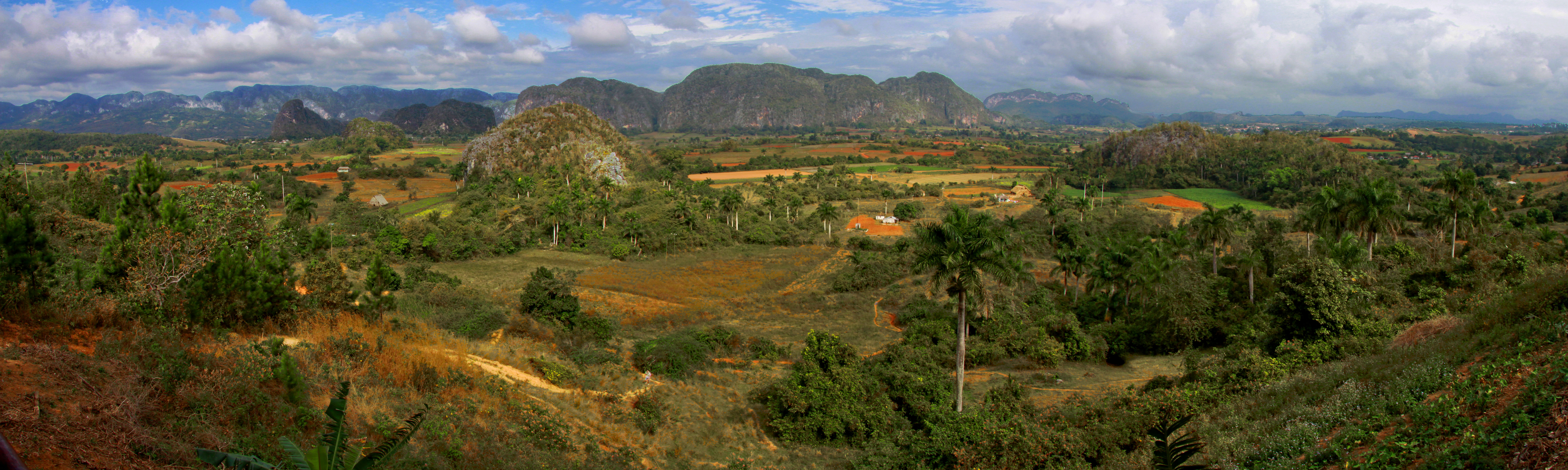
Panorama sur la vallée, vue vers le nord

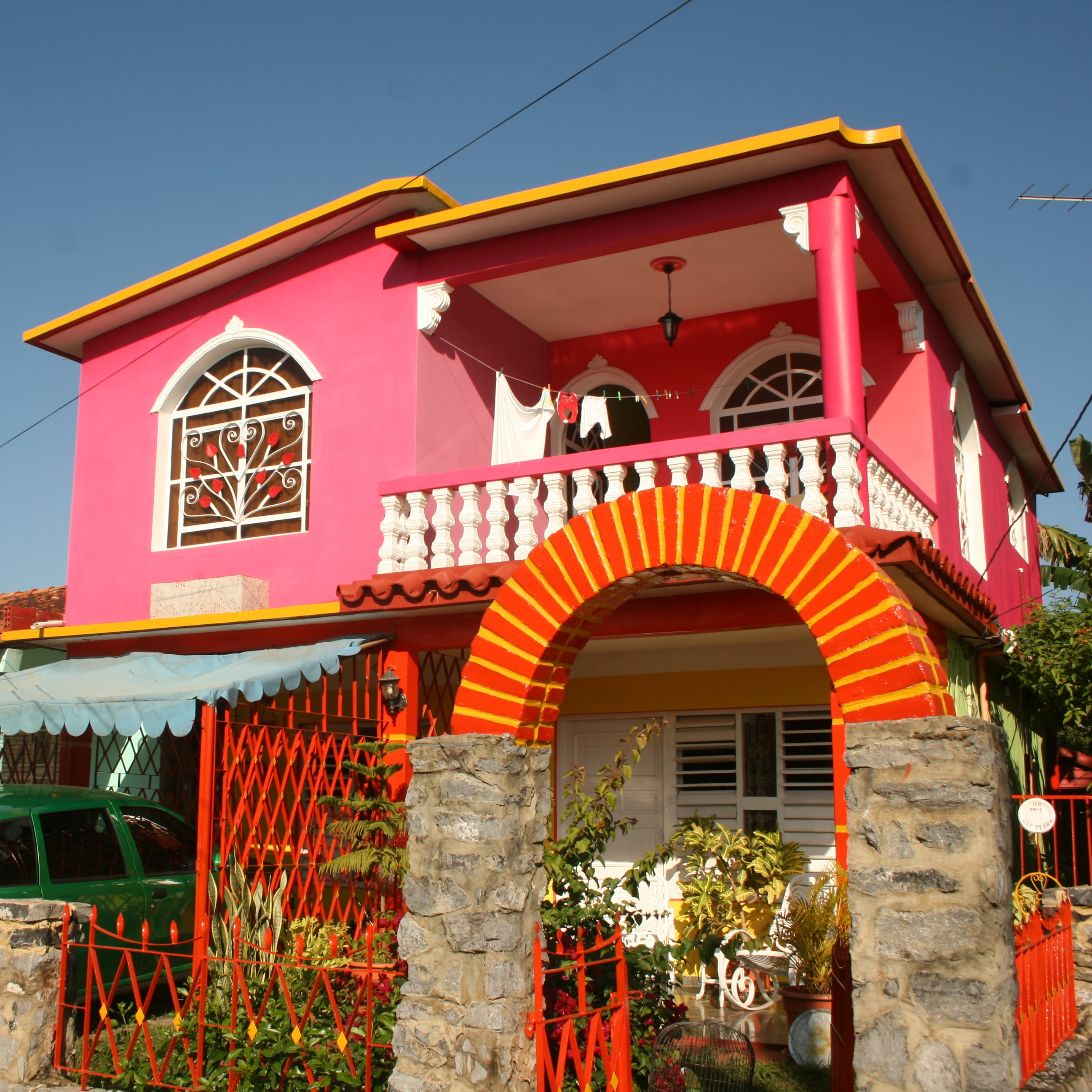
Maison en couleurs
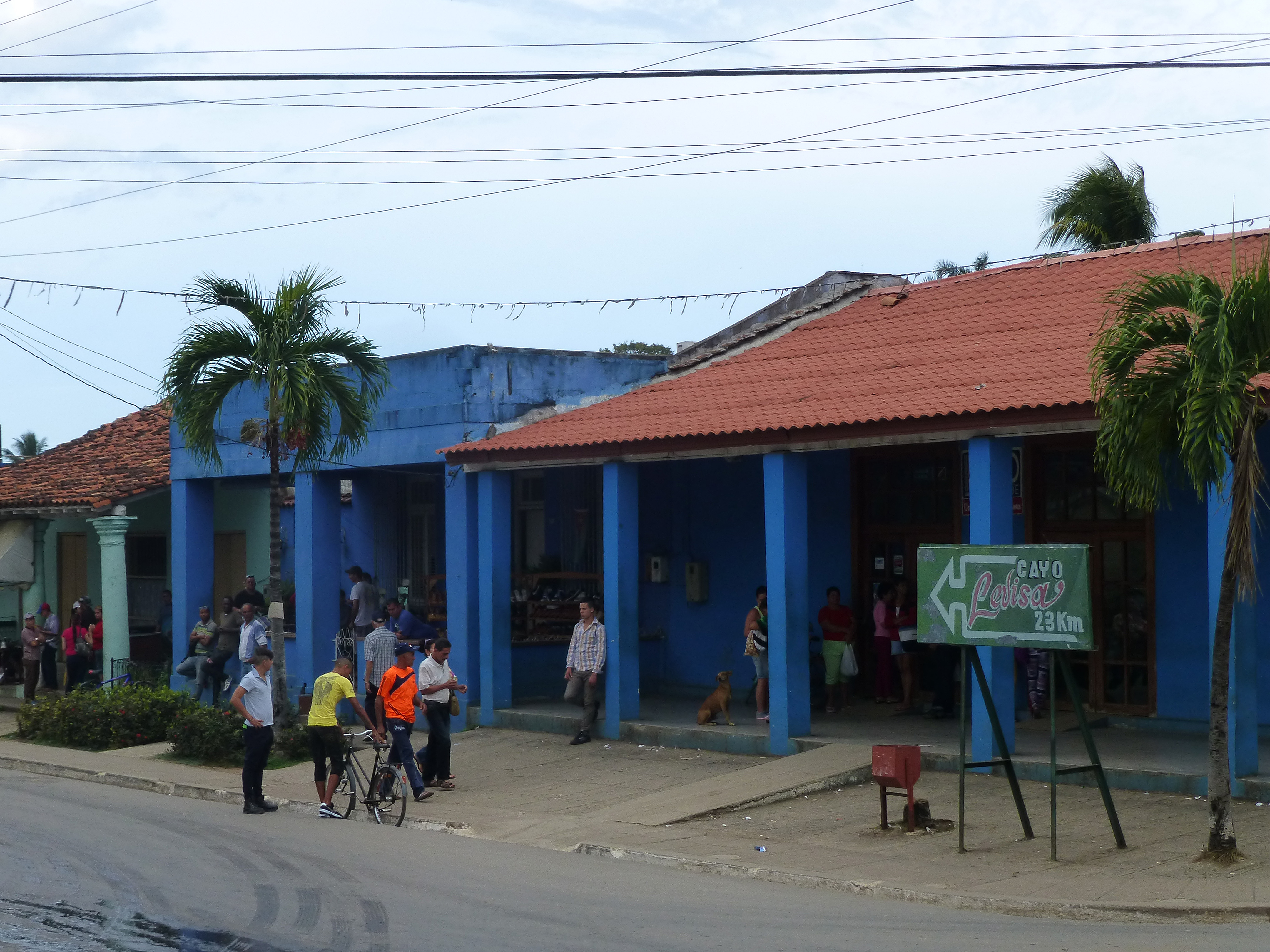
Dans la rue principale
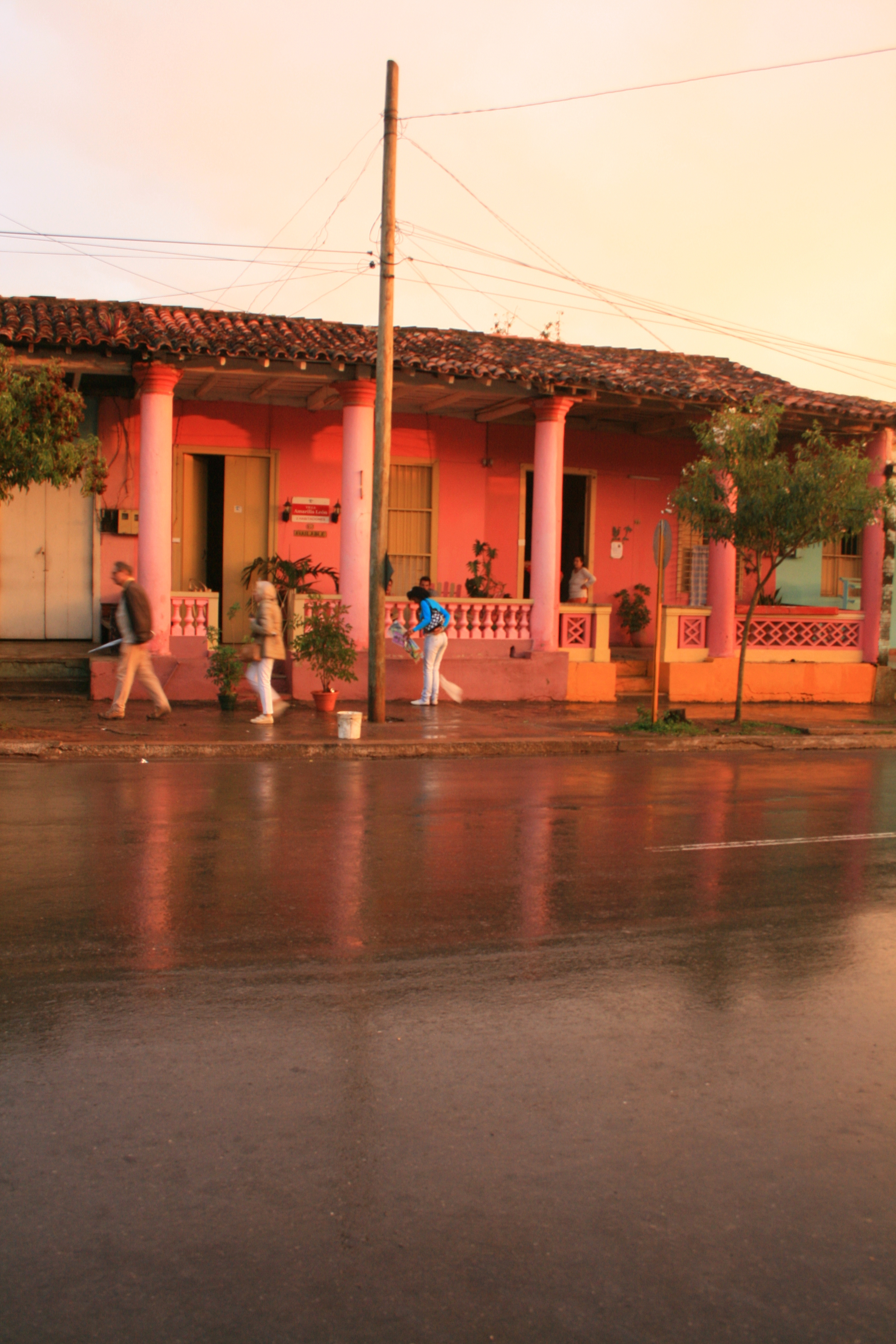
Pluie de février dans la rue principale
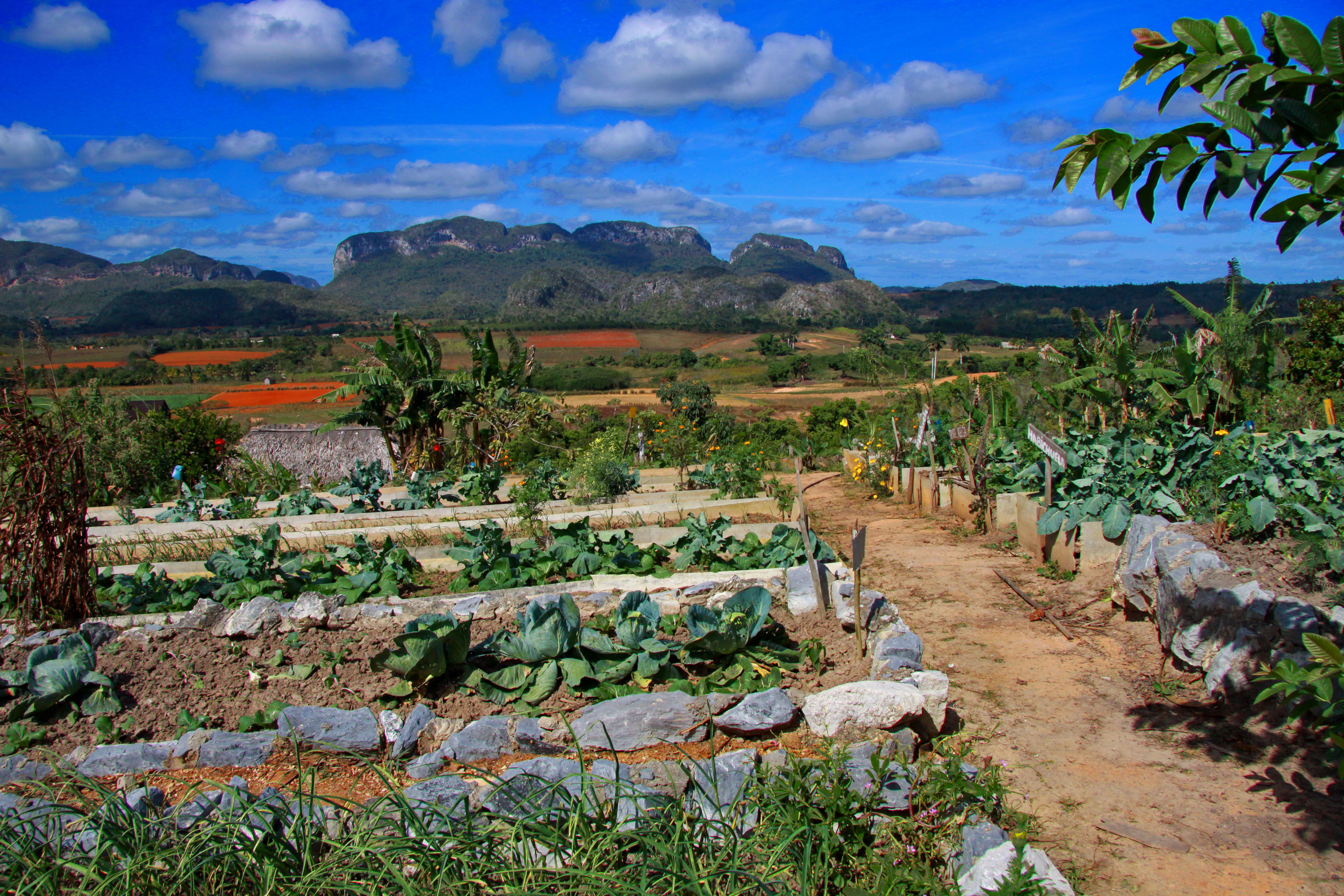
Vue sur la vallée depuis Viñales
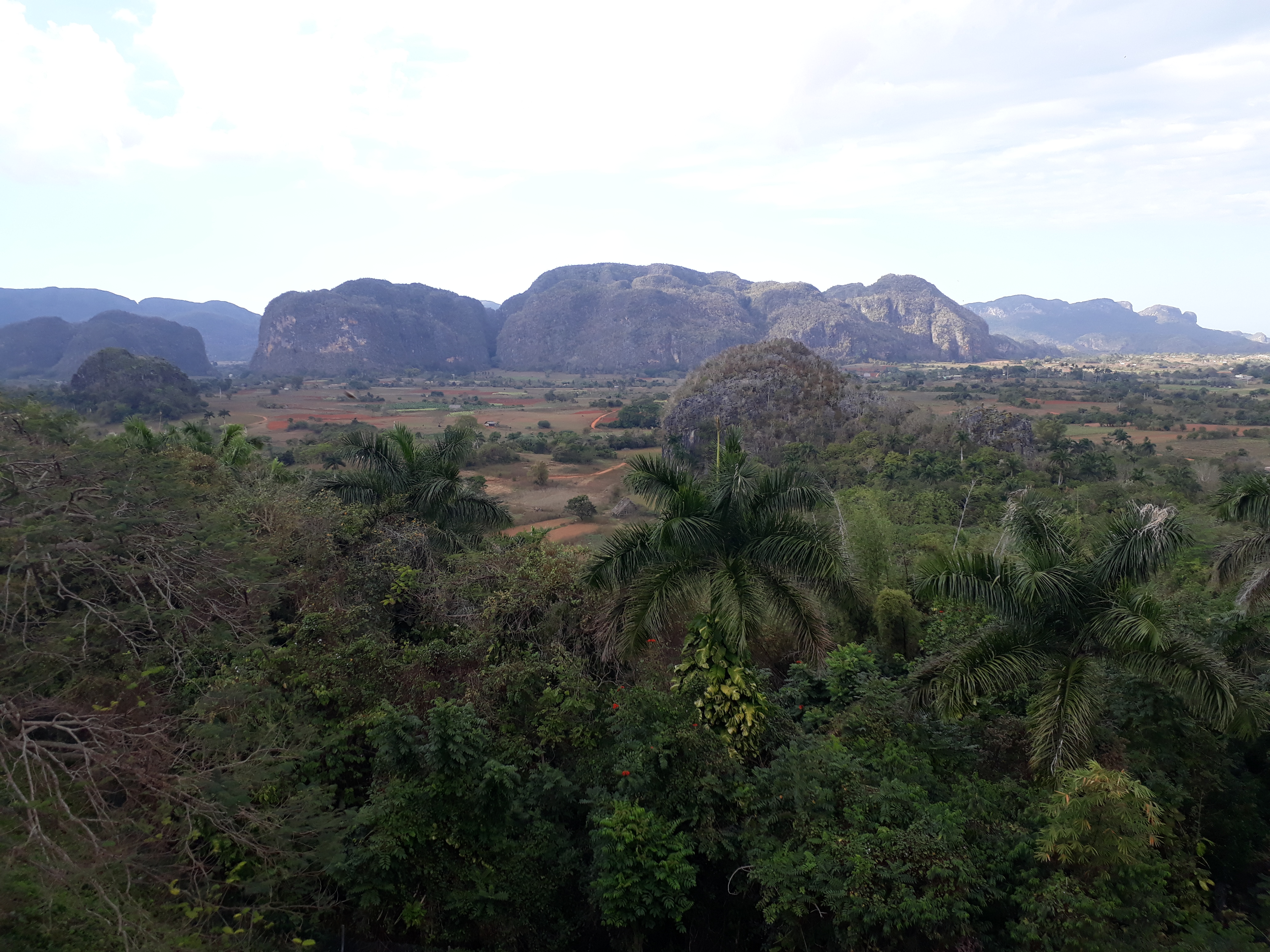
Le mogote de Dos Hermanas vu depuis le mirador de l'hôtel Los Jazmines